# Bogaletch Gebre

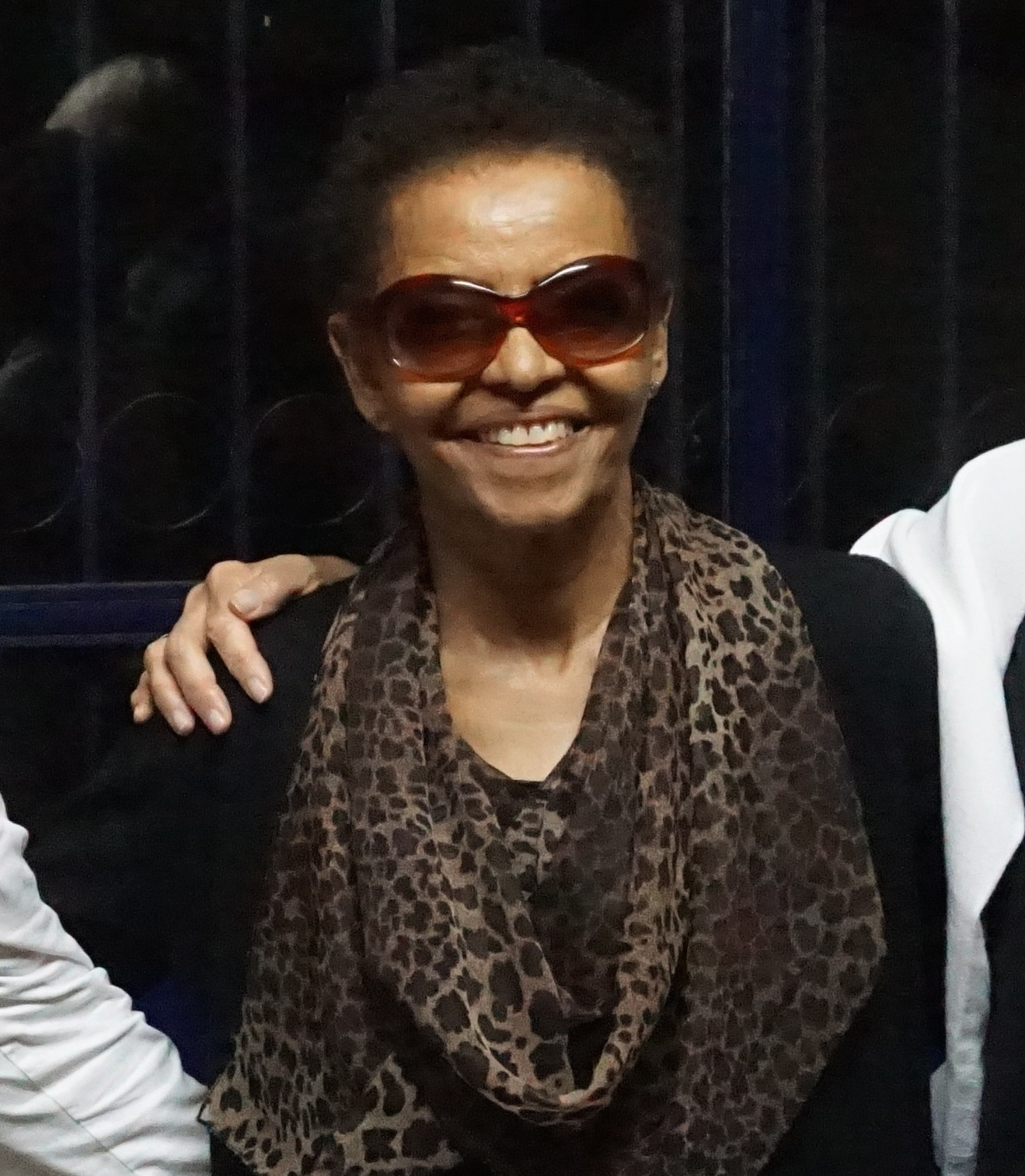
Bogaletch Gebre (2015)

Bogaletch „Boge“ Gebre (* 1960 in Kembatta, Zone Kembata-Tembaro; † 2. November 2019 in Los Angeles) war eine äthiopische Mikrobiologin und Frauenrechts-Aktivistin.

## Herkunft und Ausbildung
Bogaletch Gebre wuchs in der Kleinstadt Kembatta im südäthiopischen Distrikt Tembaro auf. Im Alter von 12 Jahren wurde sie Opfer der traditionellen weiblichen Genitalverstümmelung. Ihr Vater verbot ihr den Besuch einer weiterführenden Schule. Sie riss von zuhause aus und besuchte eine Missionsschule. Nach ihrem Schulabschluss studierte sie Mikrobiologie in Jerusalem. Ein Fulbright-Stipendium ermöglichte ihr ein Studium in Epidemiologie an der University of Massachusetts in Amherst, das sie mit einem Ph.D. abschloss.

## Berufliche und gesellschaftliche Tätigkeit
Bogaletch Gebre gründete bereits während ihres Aufenthalts in den Vereinigten Staaten eine Hilfsorganisation „Development through Education“, durch die Studenten an äthiopischen Highschools und Universitäten mit Fachliteratur im Wert von $26,000 unterstützt wurden.
Nach Abschluss ihres Studiums Anfang der 1990er Jahre kehrte Gebre nach Äthiopien zurück und engagierte sich dort für Frauenrechte. Sie hielt insbesondere Vorträge über die tabuisierte HIV und AIDS-Epidemie, die sich seit den 1980er Jahren in Afrika dramatisch ausbreitete. Gebre stellte fest, dass es notwendig war, eine tragfähiges Vertrauensverhältnis mit der Bevölkerung zu schaffen, bevor gesellschaftliche Veränderungen erreicht werden konnten. Sie engagierte sich für Probleme, die vor Ort an sie herangetragen wurden. So wurde mit ihrer Unterstützung eine Brücke gebaut, die ermöglichte, dass Kinder eine Schule in der Nähe erreichen konnten und Händler die lokalen Märkte. Nachdem diese Brücke gebaut war, gründete sie zusammen mit ihrer Schwester Fikirte Gebre die Organisation KGM Ethiopa (Kembatti Mentti Gezzima-Tope, dt. Die Frauen von Kembatta stehen zusammen), die an vielen Orten Beratungsstellen einrichtete, um Frauen in ihren Rechten zu unterstützen.
Die Arbeit von KGM widmete sich auch dem Kampf gegen die weitverbreitete Praktik der weiblichen Genitalverstümmelung, die immer wieder auch zu Todesfällen führte. Gebre konnte einen Dialog über die grausamen Folgen dieser Tradition anstoßen, die vermeintlich schon immer existierte, für die aber niemand eine Rechtfertigung vorweisen konnte – weder aus der Bibel noch dem Koran. Eltern mochten zwar ungebildet sein, wünschten ihrer Überzeugung nach aber immer das Wohl ihrer Kinder. Laut The Economist konnte die Genitalverstümmelung von Mädchen in der Folge von nahezu 100 % auf 3 % zurückgeführt werden.
Eine weitere wichtige Kampagne richtete sich gegen den Brautraub, bei dem junge Frauen gewaltsam entführt und zur Heirat gezwungen wurden. Gemäß den Angaben des  National Committee on Traditional Practices of Ethiopia war noch 2003 in 69 % der Eheschließungen dies die Grundlage. Die britische Zeitung Independent berichtete, dass KMG das Phänomen Brautraub in Kembatta um über 90 % reduzieren konnte. 2010 charakterisierte der Independent Bogaletch Gebre als die Frau, die den Aufstand der äthiopischen Frauen anführte.
Neben ihrer gesellschaftspolitischen Arbeit war Gebre auch als erste weibliche Dozentin an der Universität Addis Abeba tätig.

## Auszeichnungen
- 2005 Nord-Süd-Preis des Europarates zusammen mit Bob Geldof
- 2007 Jonathan-Mann-Prize der WHO für Gesundheit und Menschenrechte für ihre Verdienste im Kampf gegen AIDS
- 2012 Prix des Droits de l'Homme de la République française[11]
- 2012 König-Baudouin-Preis für Entwicklung in Afrika[12][3][8][13]
- 2013 Bruno-Kreisky-Menschenrechts-Preis[14]